# Игисинова, Кырмызы Казиевна
Кырмызы Казиевна Игисинова (каз. Қырмызы Қазиқызы Игісінова; род. 15 января 1961, Алматы, Алматинская область, КазССР, СССР) — советский и казахстанский учёный, врач-терапевт высшей категории, врач организатор здравоохранения высшей категории, кандидат медицинских наук, Лауреат Государственной премии РК (2005).

## Биография
В 1984 году окончила Алматинский государственный медицинский институт (АГМИ, ныне Казахский национальный медицинский университет — КазНМУ) по специальности лечебное дело. Работала участковым терапевтом в поликлинике ЦГКБ Алматы, с 1989 года — в Центральном госпитале с поликлиникой МВД РК, пройдя в ней путь от участкового терапевта до начальника терапевтического отделения (в 1995—1998 годах), одновременно с 1996 года работала главным терапевтом Медицинского Управления МВД РК. С 1998 по 2002 год — заведующий — координатор объединения семейных врачебных комплексов, с 2002 года — заместитель (по организационно-экономическим вопросам) главного врача Центральной клинической больницы Медицинского центра Управления Делами Президента РК, позже — заместитель главного врача по лечебной работе. С 2008 года — главврач алматинской городской поликлиники № 20, с 2011 года — заместитель начальника управления здравоохранения Алматы, с 2012 года — вице-президент по организационно-экономическим вопросам АО "Санаторий «Алматы» Управления делами Президента РК. С апреля 2013 года — главный врач ГКП на ПХВ «Городская поликлиника № 3».
Основные научные труды в области реформирования и совершенствования системы оказания медицинской помощи на основе разработки и внедрения новых высокоэффективных технологий в рыночных условиях.
Постановлением Правительства от 16.11.2005 № 1131 «О присуждении Государственных премий Республики Казахстан 2005 года в области науки, техники и образования» в составе коллектива авторов за труд «Модель реформирования и совершенствования системы оказания медицинской помощи на основе разработки и внедрения новых высокоэффективных технологий в рыночных условиях» награждена Государственной премией РК в области науки, техники и образования (2005).